# 14214 Гірш
14214 Гірш (14214 Hirsch) — астероїд головного поясу, відкритий 7 вересня 1999 року.
Тіссеранів параметр щодо Юпітера — 3,430.